# NGC 1368
NGC 1368 é uma galáxia {{{typ}}} localizada na direcção da constelação de Eridanus. Possui uma declinação de -15° 39' 20" e uma ascensão recta de 3 horas, 34 minutos e 58,8 segundos.
A galáxia NGC 1368 foi descoberta em 1886 por Frank Leavenworth.